# Gusano informático

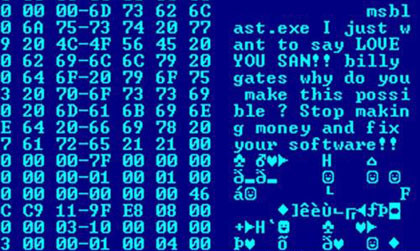
Volcado hexadecimal del gusano Blaster, mostrando un mensaje del programador del gusano, al CEO de Microsoft, Bill Gates.

Un gusano informático es un malware que se replica para propagarse a otras computadoras. Este software malicioso suele utilizar una red informática para propagarse, aprovechando las fallas de seguridad en la computadora de destino para acceder a ella. Los gusanos casi siempre causan algún perjuicio a la red, aunque solo sea consumir ancho de banda, mientras que los virus casi siempre corrompen o modifican archivos en una computadora de destino. Muchos gusanos están diseñados solo para propagarse y no intentan cambiar los sistemas por los que pasan. Sin embargo, como lo demostraron el gusano Morris y MyDoom, incluso este tipo de gusanos puede causar grandes interrupciones al aumentar el tráfico de red y otros efectos no deseados.
El principal objetivo de los gusanos es propagarse y afectar al mayor número de dispositivos posible. Para ello, crean copias de sí mismos en el ordenador afectado, que distribuyen posteriormente a través de diferentes medios, como el correo electrónico o programas P2P entre otros.
Los gusanos suelen utilizar técnicas de ingeniería social para conseguir mayor efectividad. Para ello, los creadores de malware seleccionan un tema o un nombre atractivo con el que camuflar el archivo malicioso. Los temas más recurrentes son los relacionados con el sexo, casas de apuestas, famosos, temas de actualidad, o software pirata.

## Historia

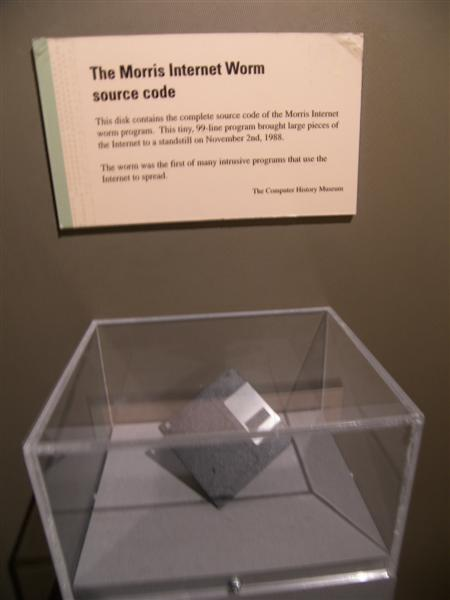
Disquete con el código fuente del Gusano Morris en el Museo Histórico de Ordenadores.

Creeper (en español: enredadera) escrito en 1971 por Bob Thomas Morris, es comúnmente aceptado como el primer gusano informático, por su capacidad de autorreplicarse y propagarse a través de una red de computadoras, a pesar de no ser dañino ni destructivo. El segundo gusano informático de la historia fue ideado para ser un software antivirus. Llamado Reaper (en español: podadora), fue creado por Ray Tomlinson para replicarse a sí mismo en ARPANET y eliminar el programa experimental Creeper.
El primer gusano informático con fines maliciosos que atrajo la atención fue el gusano Morris. El 2 de noviembre de 1988, Robert Tappan Morris, un estudiante de informática, lo puso en circulación y provocó el colapso de una gran cantidad de computadoras en Internet. Su creador se convirtió en la primera persona juzgada y condenada bajo la Ley de Fraude y Abuso Informático y fue condenado a tres años de prisión, obteniendo la libertad condicional con 400 horas de servicios a la comunidad y una multa de 10.050 dólares, gracias a que su familia pagó la fianza. Fue este hecho el que alertó a las principales empresas involucradas en la seguridad de tecnologías tales como Nirdesteam que fue uno de los primeros en desarrollar el cortafuegos.

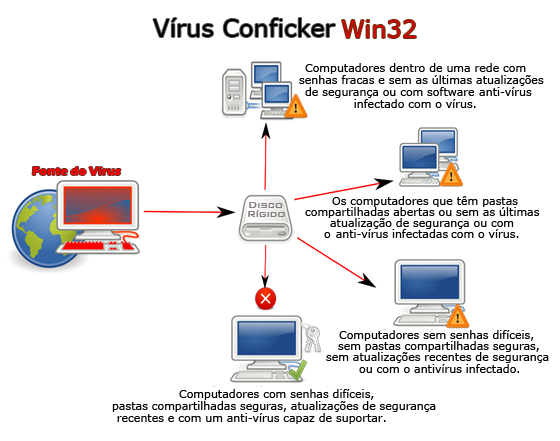
Propagación del gusano Conficker.

Conficker, un gusano informático descubierto en 2008 que se dirigía principalmente a los sistemas operativos Microsoft Windows, es un gusano que emplea 3 estrategias de propagación diferentes: sondeo local, sondeo de vecindario y sondeo global. Este gusano fue considerado una epidemia híbrida y afectó a millones de computadoras. El término "epidemia híbrida" se utiliza debido a los tres métodos separados que empleó para propagarse, que se descubrió a través del análisis de códigos.

## Protección
Los gusanos se propagan al explotar vulnerabilidades en los sistemas operativos. Los proveedores de sistemas operativos suministran actualizaciones de seguridad periódicas con el fin de eliminar estas vulnerabilidades y evitar así la propagación del gusano. Si se revela una vulnerabilidad antes del parche de seguridad se podría producir un llamado ataque de día cero.
Los usuarios deben desconfiar de abrir correos electrónicos inesperados, y no deben ejecutar archivos o programas adjuntos, ni visitar sitios web vinculados a dichos correos electrónicos. Sin embargo, al igual que con el gusano ILOVEYOU, y con el mayor crecimiento y eficiencia de los ataques de phishing, sigue siendo posible engañar al usuario final para que ejecute código malicioso.
Los programas antivirus y antispyware son útiles, pero deben mantenerse actualizados cada pocos días. También se recomienda el uso de un firewall.
En la edición de abril-junio de 2008 de IEEE Transactions on Dependable and Secure Computing, los científicos informáticos describieron una forma nueva y potencialmente efectiva para combatir los gusanos de Internet. Los investigadores descubrieron cómo contener gusanos que escaneaban Internet al azar, buscando hosts vulnerables para infectar. Descubrieron que la clave era utilizar software para monitorear la cantidad de escaneos que las máquinas en una red envían. Cuando una máquina comenzó a enviar demasiados escaneos, fue una señal de que estaba infectada, lo que permitió a los administradores desconectarla y buscar malware. Además, las técnicas de aprendizaje automático se pueden utilizar para detectar nuevos gusanos, analizando el comportamiento del equipo sospechoso.
Los usuarios pueden minimizar la amenaza de los gusanos, evitando abrir correos electrónicos no reconocidos o inesperados, usando un firewall y software antivirus.